# عندما حطم بيليه قلوبنا
عندما حطم بيليه قلوبنا: ويلز وكأس العالم عام 1958 هذا الكتاب تم إصداره عام 1998 من تأليف ماريو ريسولي يروي فيه حملة كأس العالم 1958 للمنتخب الوطني الويلزي. سجل منتخب الويلز ثلاثة تعادلات في دور المجموعات، ثم فازوا في الشوط الفاصل في مباراتهم ضد منتخب هنجاريا، مما أدى لتقدمهم للربع النهائي حيث خسروا أمام منتخب البرازيل بنتيجة 0-1، بسبب الهدف الذي تم إحرازه من قبل اللاعب بيليه البالغ من العمر 17 عام. اعتبارا لعام 2020 كان هذا هو الظهور الوحيد لمنتخب ويلز الوطني في كأس العالم.
جزء كبير من هذه القصة هي من وجهة نظر لاعبين منتخب الويلز، ولكن تم استخدام العديد من المصادر الأخرى مثل: المقالات الصحفية.
تم إجراء مقابلات مع 17 لاعب: كولن بيكر، الاخوان جون تشارلز وميل تشارلز، تريفور فورد، ألان هارينجتون، رون هيويت، ميل هوبكينز، كليف جونز، كين جونز، كين ليك، تيري ميدوين، كيني مورغانز، ديس بالمر، رون ستيتفال، ديريك تابسكوت، كولن ويبستر وستيوارت ويليامز.
كتب جون تشارلز المقدمة، بالإضافة إلى كونه أحد الذين تمت مقابلتهم.تتضمن طبعة عام 2001 مقدمة تم كتابتها بواسطة نيكي واير من فرقة الروك الويلزية.